# کرچ سفلی
کرچ سفلی یک روستا در ایران است که در دهستان ناغان واقع شده‌است.